# SAFEGE
SAFEGE er en forkortelse for det franske konsortium Société Anonyme Française d' Etude de Gestion et d' Entreprises (på engelsk: French Limited Company for the Study of Management and Business) og udtales SAY-fij på engelsk.
Konsortiet, der består af 25 virksomheder, herunder dækproducenten Michelin og bilkoncernen Renault, er et konsulent- og ingeniørfirma. Det blev dannet i 1919 som Société Auxiliaire Française d'Électricité, Gaz et Eau, et holdingselskab med interesser inden for privat produktion og distribution af vand, gas og elektricitet. Da disse offentlige forsyningsvirksomheder i 1947 blev nationaliseret, blev selskabet det ingeniør- og konsulentfirma, som det er i dag, og fik navnet Société Anonyme Française d'Études, de Gestion et d'Entreprises.
I dag er selskabet et datterselskab af Suez Environnement og har specialiseret sig som konsulentfirma inden for vand- og miljøteknik, men ikke kun (købte IDC osv.). Det vigtigste marked er Frankrig med 60 % af omsætningen. Selskabet er også leder af flere konsortier, der modtager partier fra EF's FWC'er (6, 11 og medleder de 2).